# 逆襲
| ウィキペディアには「逆襲」という見出しの百科事典記事はありません（タイトルに「逆襲」を含むページの一覧/「逆襲」で始まるページの一覧）。 代わりにウィクショナリーのページ「逆襲」が役に立つかもしれません。 |